# Rhodochlora unicolor
Rhodochlora unicolor là một loài bướm đêm trong họ Geometridae.